# Centro de Arte Moderna Gulbenkian

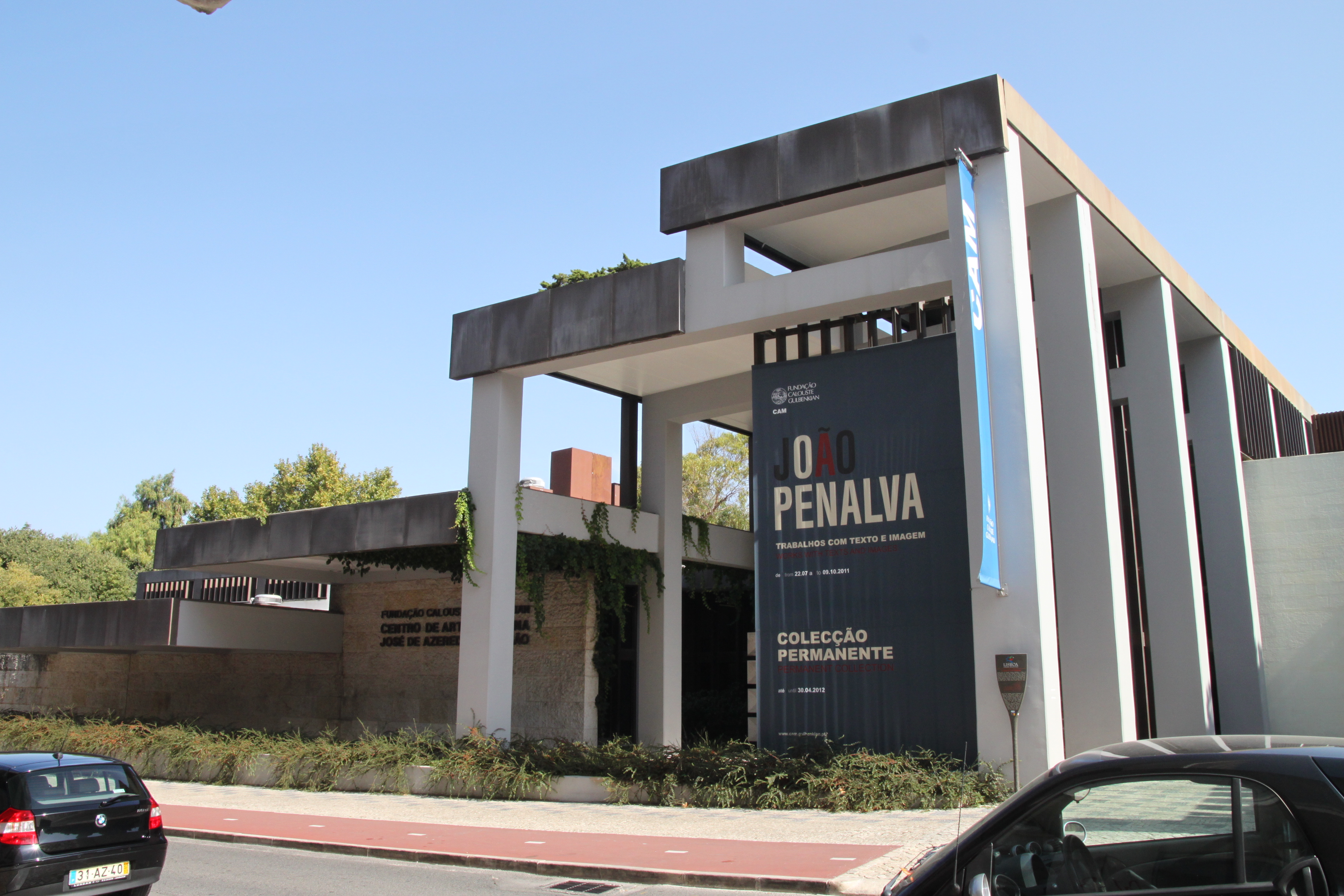
Eingang, 2011

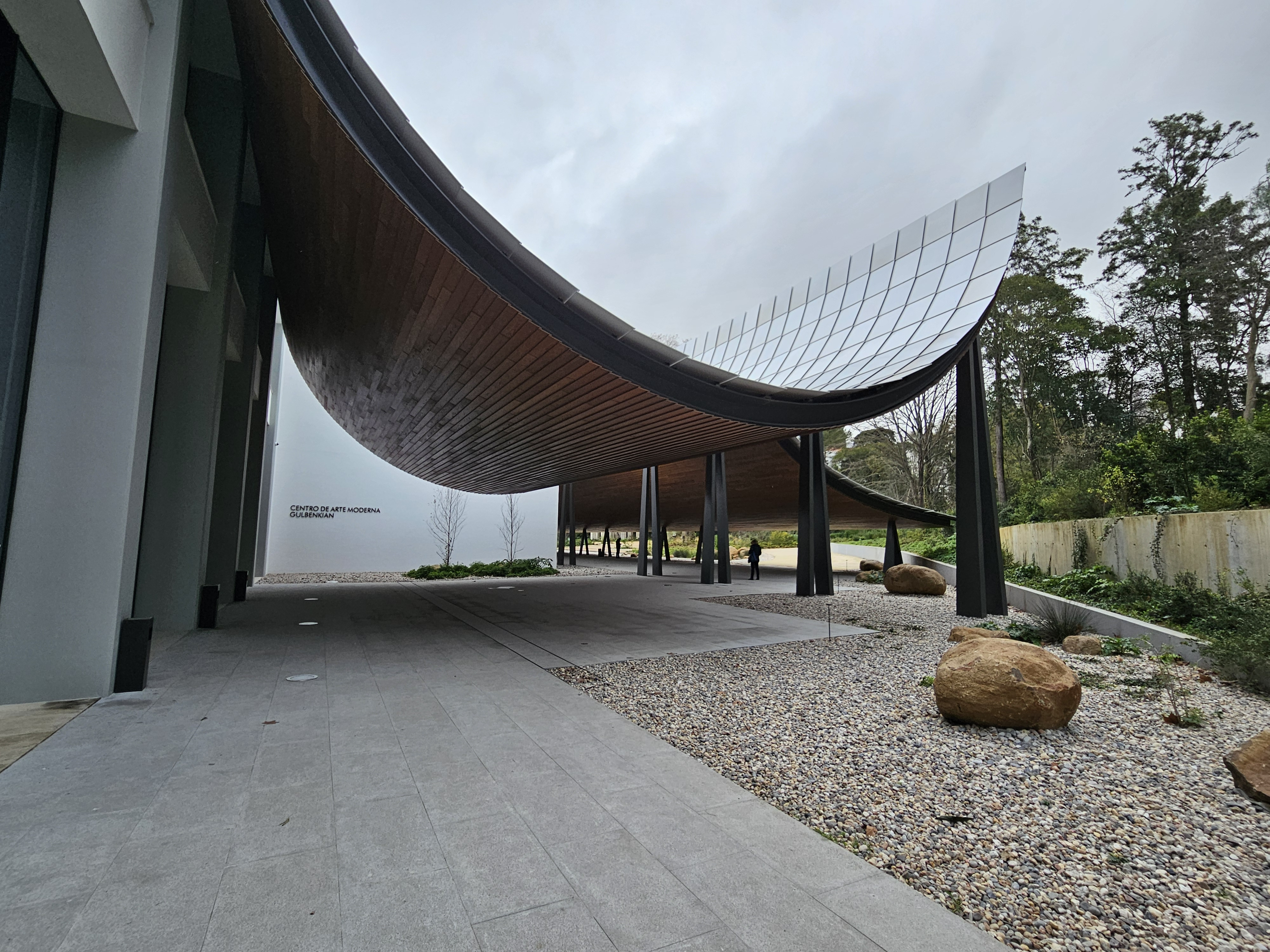
Eingang, 2025

Das Centro de Arte Moderna José de Azeredo Perdigão (CAMJAP; deutsch kurz Zentrum für Moderne Kunst; auch nur Centro de Arte Moderna) ist das Museum für Moderne Kunst der portugiesischen Gulbenkian-Stiftung in Lissabon.
Es wurde von Leslie Martin entworfen und 1983 eröffnet. Das CAM ist die Erweiterung für Moderne Kunst des klassischen Museums Museu Calouste Gulbenkian. Seit 2025 besteht ein neuer Eingangsbereich und ein Vordach, entworfen vom japanischen Architekten Kengo Kuma.
Das Museum ist auf Kunst des 20. und 21. Jahrhunderts ausgerichtet. Ein Schwerpunkt ist britische Kunst, der von 1959 bis 1964 das Hauptaugenmerk der Sammlungserweiterungen der Stiftung galt.
Etwa 9.000 Kunstwerke portugiesischer und internationaler Künstler befinden sich in seinem Bestand.
Zusätzlich zu den Ausstellungsräumen bietet das CAM u. a. ein Restaurant und eine Cafeteria, eine Freilichtbühne und eine Buchhandlung.

## Gebäude

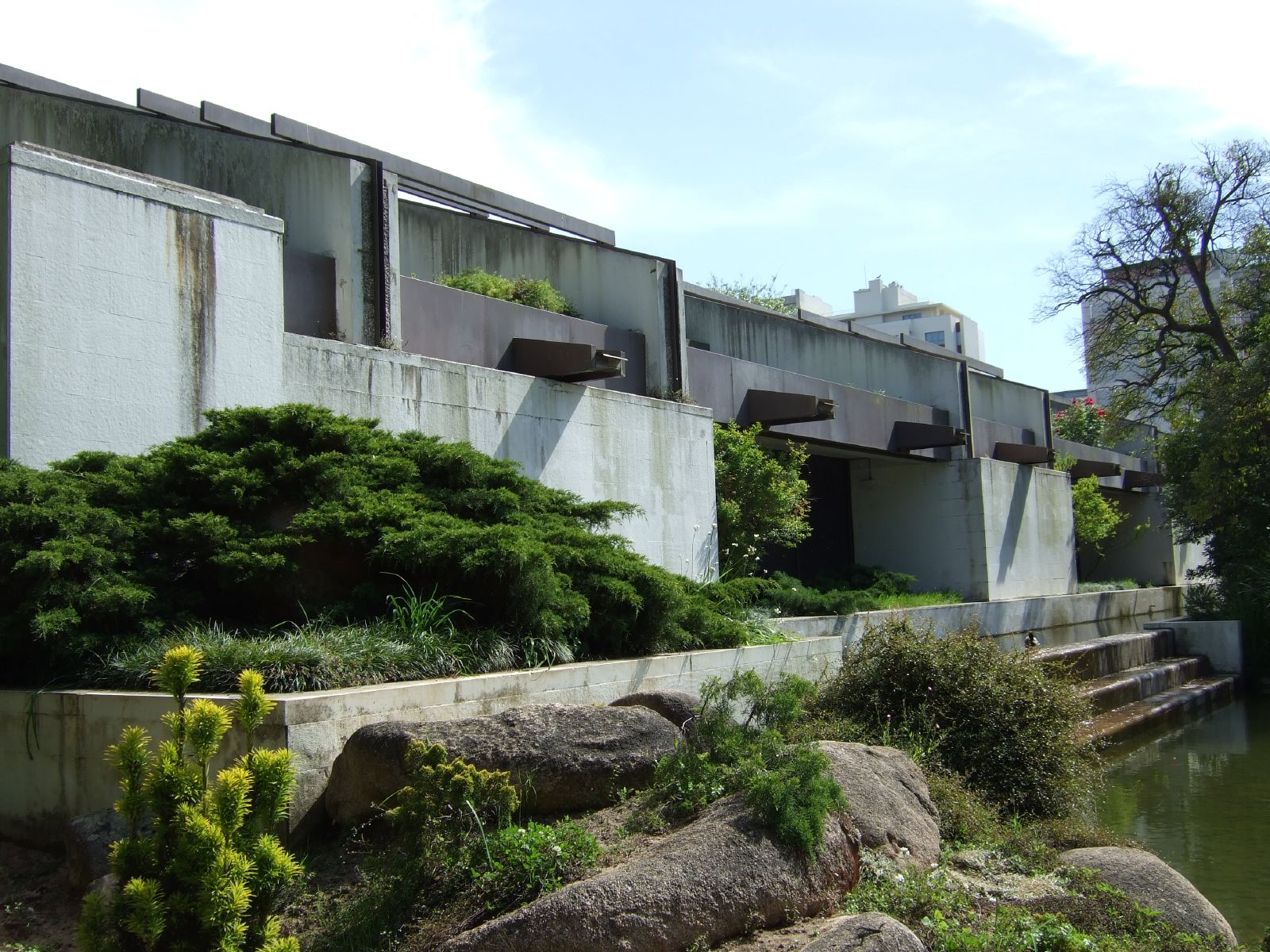
Teilansicht
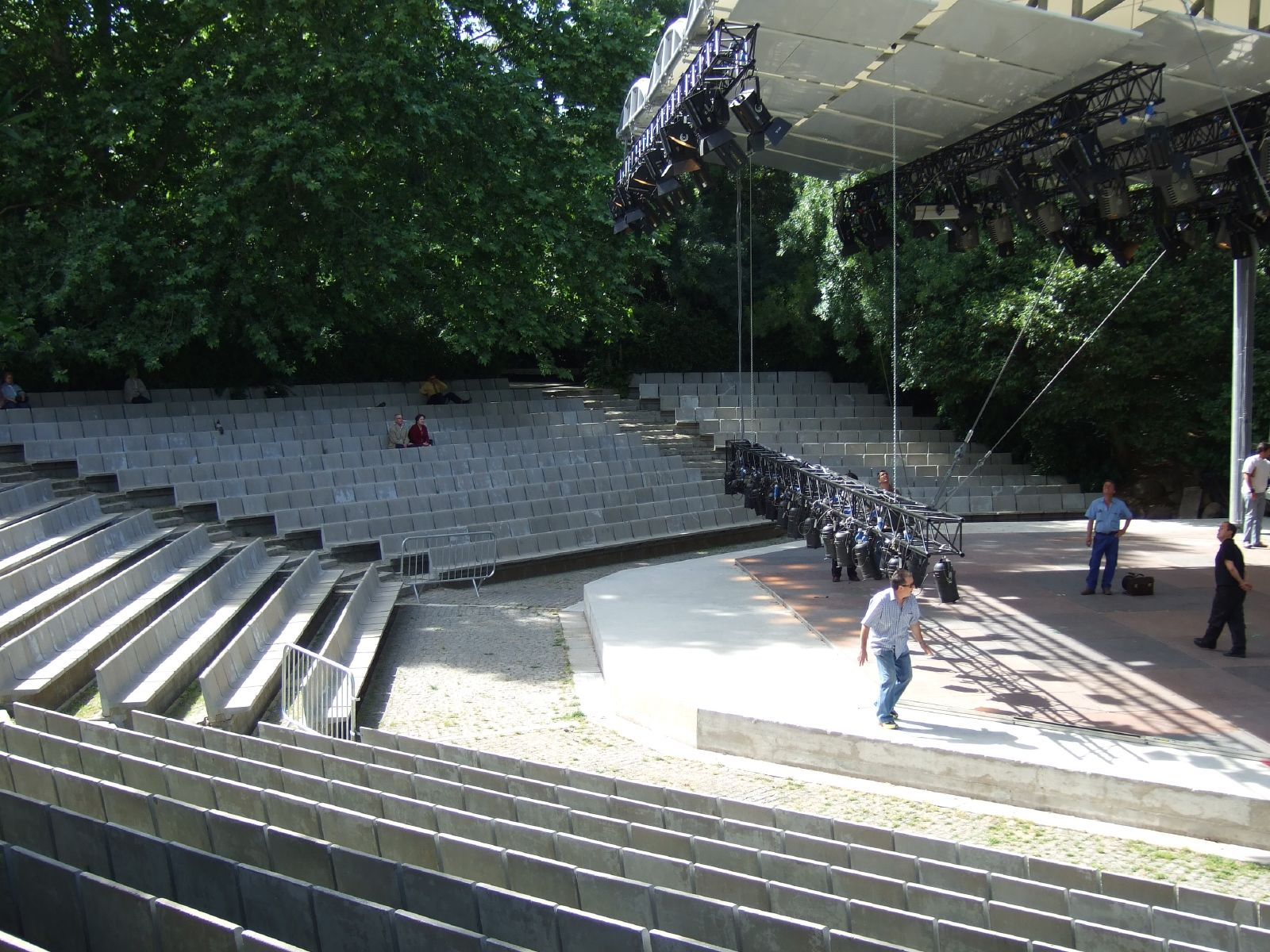
Freiluftbühne
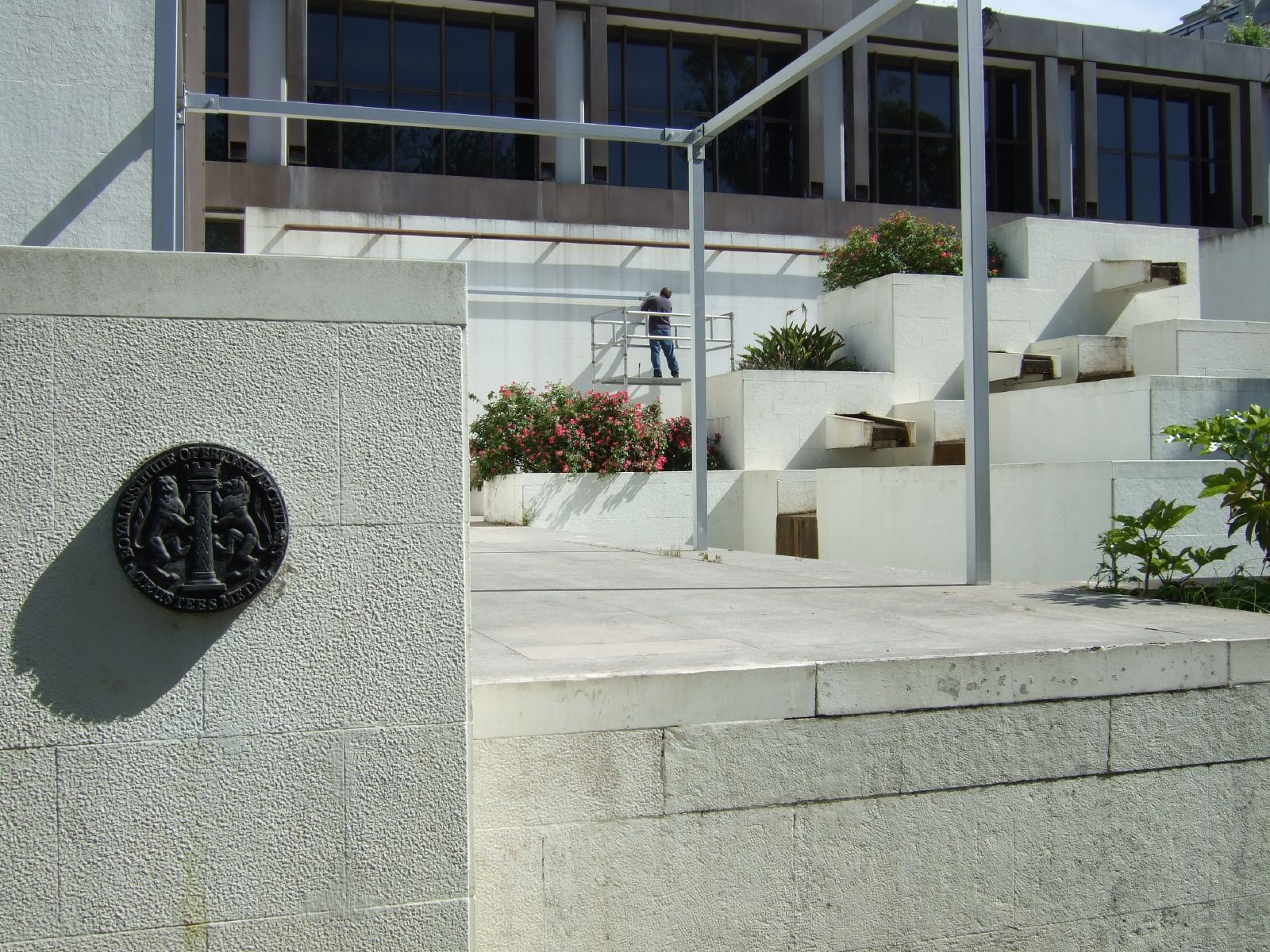
Teilansicht

## Aus der Sammlung

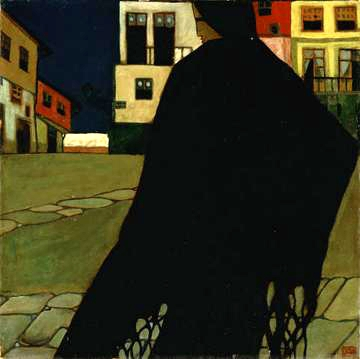
Armando de Basto: Frau mit Schal (Mulher com xaile, ohne Datum, Öl auf Karton, 49,7 × 49,9 cm)
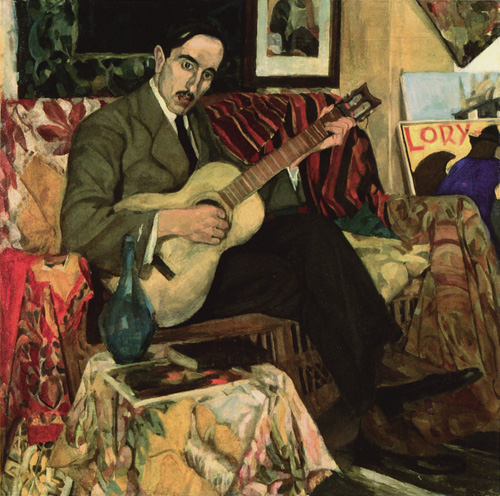
Armando de Basto: Gitarrenspieler (O meu violão não tem cordas, só serve para isto, Bildnis Dr. Pimentel, 1918, Öl auf Leinwand, 104,5 × 104,5 cm)
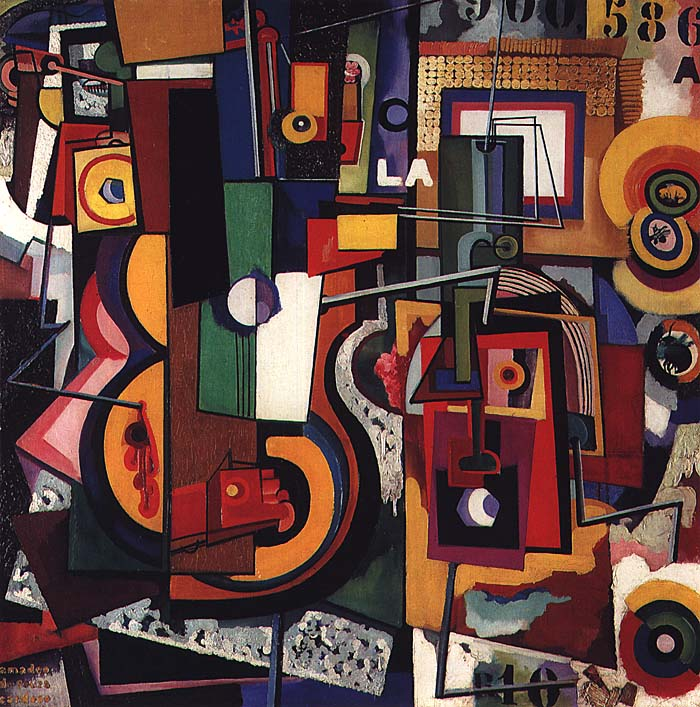
Souza-Cardoso: ohne Titel (Pintura, 1917, Öl auf Holz, 93,5 × 93,5 cm)